# フアン・シモン・グティエレス
フアン・シモン・グティエレス（Juan Simón Gutiérrez、1634年 - 1718年）はバロック期のスペインの画家である。

## 略歴
現在のアンダルシア州カディス県のメディナ＝シドニアに生まれ、1634年6月4日に洗礼を受けた。当時の画家としては異例に遅いのであるが21歳になった時、母親によってフアン・アンドレス(Juan Andrés)という画家の弟子に送られて画家の道に入った。セビリアに移った時期は知られていないが、「セビーリャ派」の画家たちの指導的存在であったバルトロメ・エステバン・ムリーリョから指導を受け、影響を受けたことはグティエレスの作品から知ることができる。1664年から結婚する1667年まで、セビリアの美術アカデミーで学んでいたとされる。1672年までにアメリカ大陸の植民地、ヌエバ・エスパーニャ（メキシコ）やカラカスのためにそれぞれ数十点の宗教画・複製画を描き、出荷された記録がある。1680年に画家・工芸家組合で入会者を審査する役職に就いた。
グティエレスの作品とされている作品のうち、署名のある作品はスペインのカルモナの聖トリニティー修道院の「聖母子と聖アウグスティヌス」などの2点しかないが、グティエレスの作品は、イギリスのウォレス・コレクションやアメリカのロサンゼルス・カウンティ美術館などに収蔵されている。

## 作品

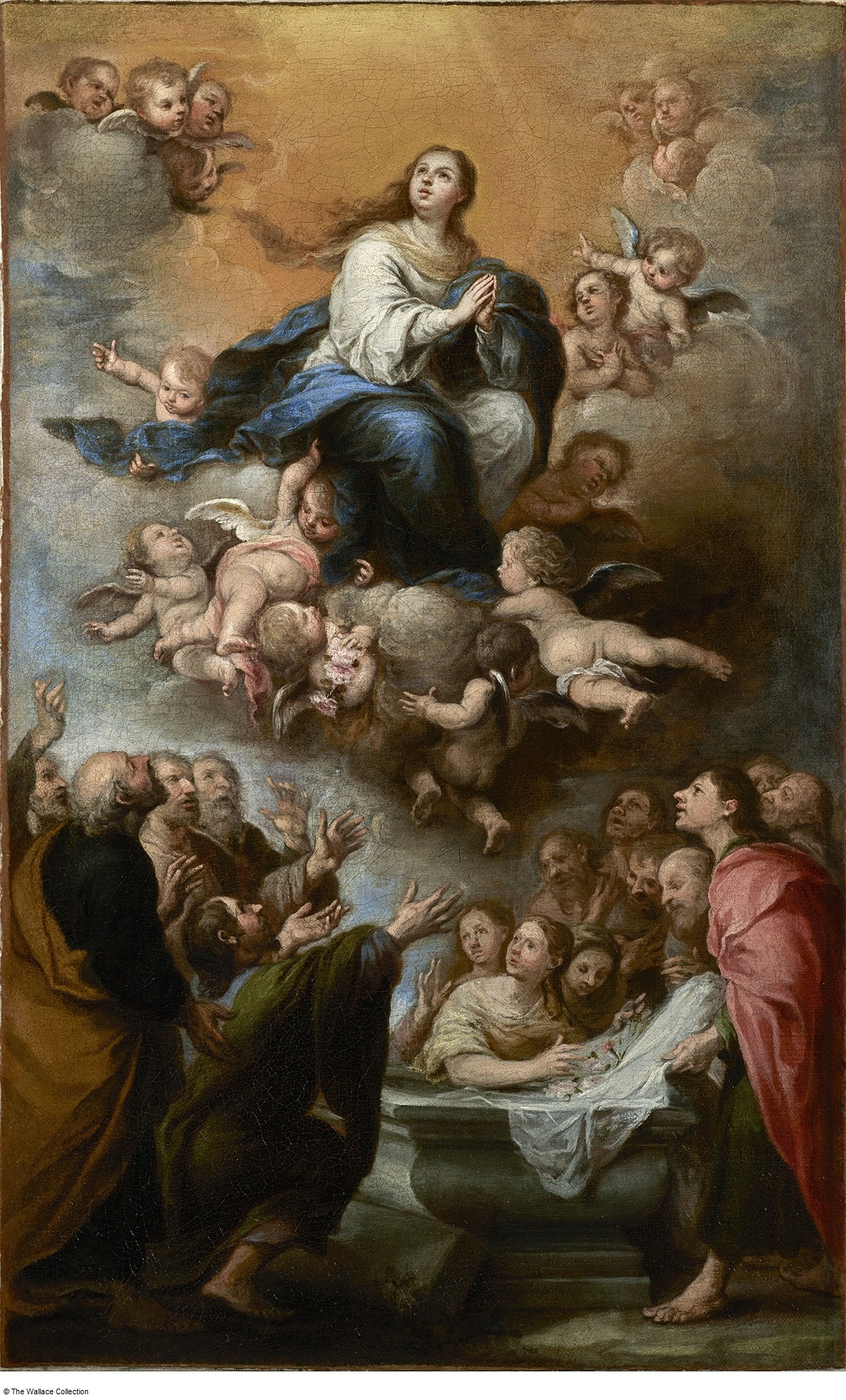
聖母被昇天
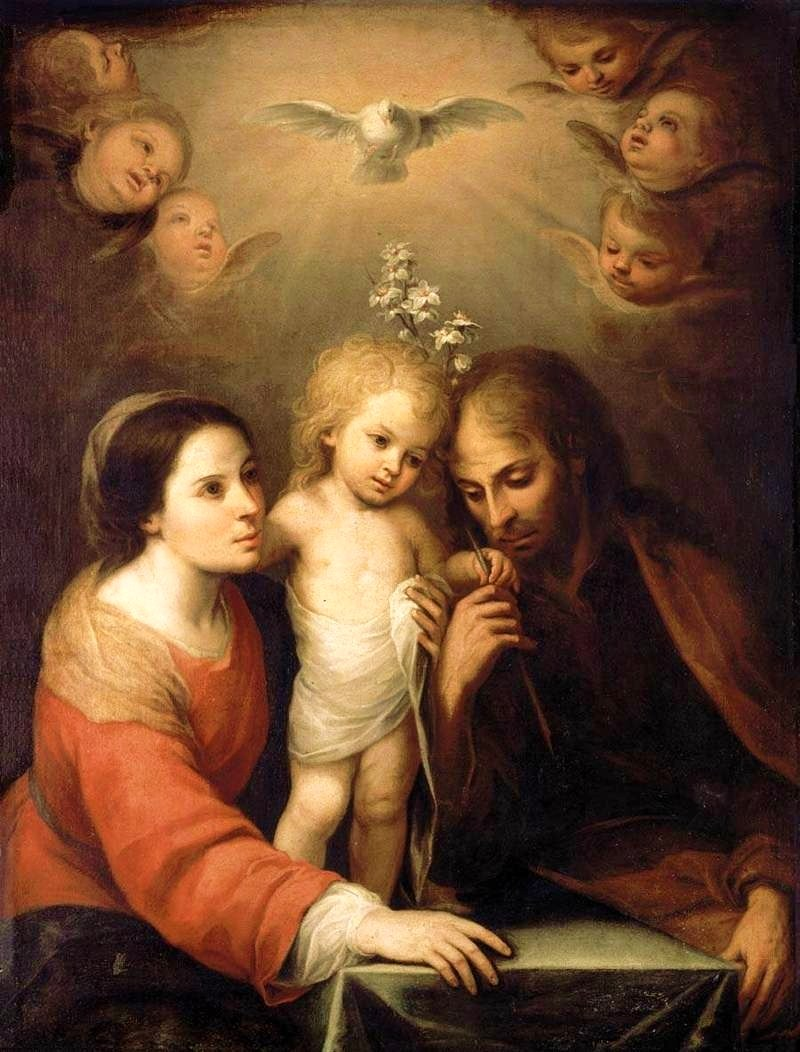
聖家族 (1680)
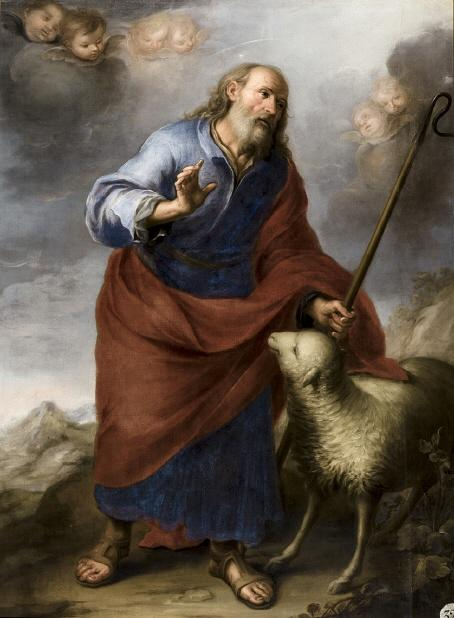
聖ヨアキム(c.1700) セビーリャ美術館蔵
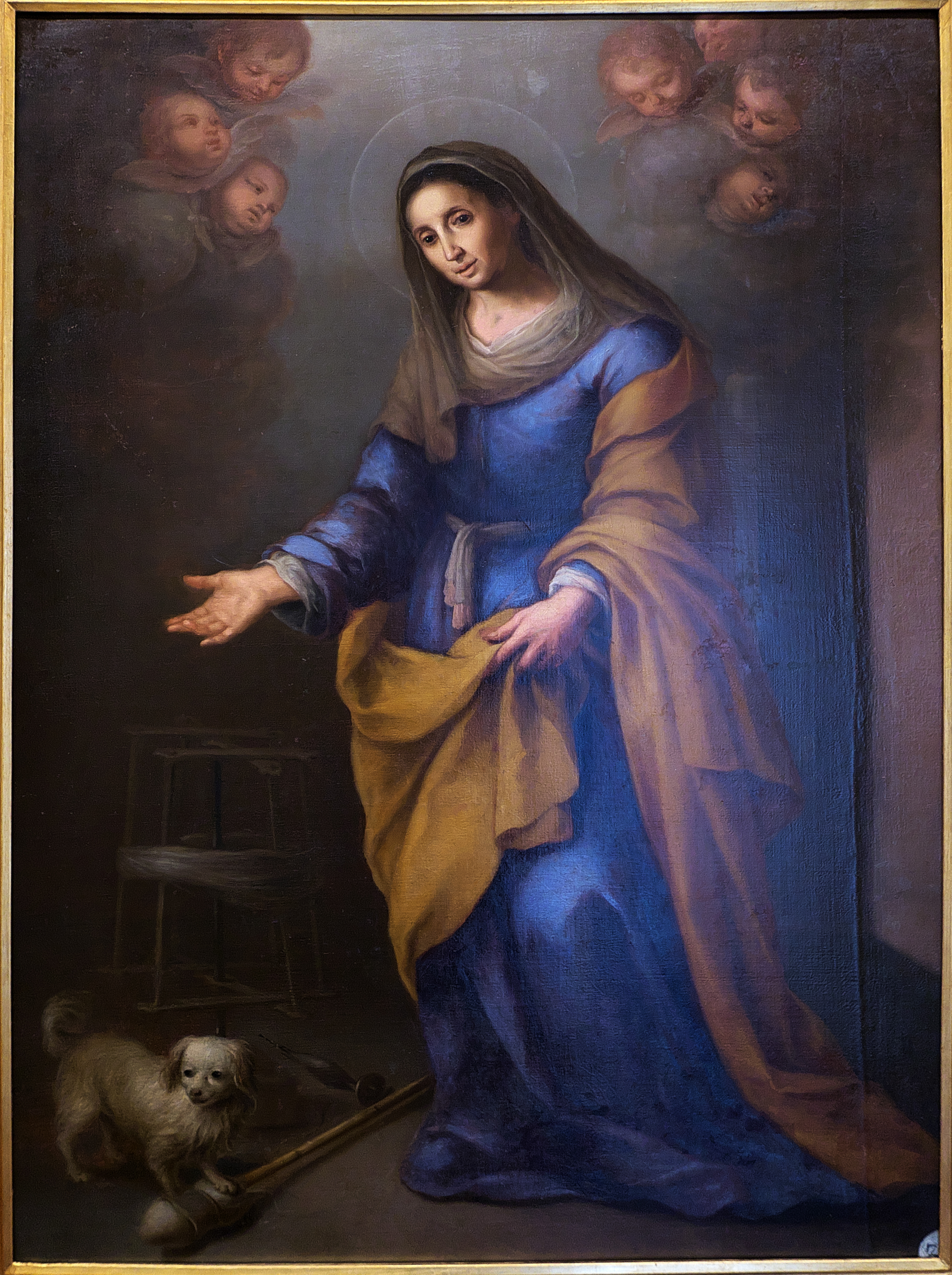
聖アンア(c.1700) セビーリャ美術館蔵